# Calau
Calau (sorbisk: Kalawa) er en by i landkreis Oberspreewald-Lausitz i den sydlige del af den tyske delstat Brandenburg. Den ligger 14 km syd for Lübbenau og 27 km vest for Cottbus.
Calau ligger i udkanten af den 580 km² store Naturpark Niederlausitzer Landrücken.
- Wikimedia Commons har flere filer relateret til Calau